# Östen Hedenbratt

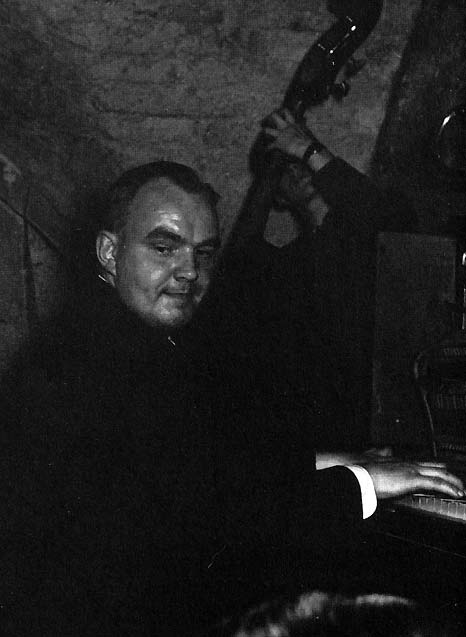
Östen Hedenbratt omkring 1955.

Tage Östen Emanuel Hedenbratt, född 31 januari 1926 i Göteborg, död 28 juli 1984 på samma plats , var en svensk jazzmusiker (pianist), och äldre bror till Sonya Hedenbratt. 
Som jazzpianist, främst aktiv under 1950-talet, deltog han ofta i de jam som ordnades för jazzmusiker i Göteborg.
Östen Hedenbratt anses vara upphovsman till den så kallade Göteborgslallen, den säregna intervju- och samtalsteknik Kalle Sändare senare använde sig av och gjorde omtalad genom sina inspelade busringningar.
Saxofonisten och orkesterkollegan Owe Lundgren berättar: ”Det var Östen som i själva verket personifierade lallen, den speciella humor som förekom i jazzkretsar på den tiden. Att lalla med folk innebar att man vände på ord och meningar, uttryckte sig otydligt - allt för att förvirra.”
Han dog svårt alkoholiserad och är gravsatt i minneslunden på Kvibergs kyrkogård.

## Diskografi
En enda inspelning med Östen Hedenbratt är känd, hans egen komposition "A dream of Alice", där Sture Åkerberg medverkar på bas och Bo Richter på trummor. Den är gjord sommaren 1957 och har enligt Svensk Jazzhistoria beteckningen: "vol. 8:2 – Topsy Theme” Caprice CAP 22049".
2021 utkom på CD Jazzpianist Östen Hedenbratt Lallens fader. Skivan innehåller 15 spår. CD-produktion och idé: Tommy Nilsson. Mastering: Studiofabriken. 